# 建国 (代)
建国（338年十一月—376年）是十六國时期代政權拓跋什翼犍自立的年号，共计39年。这也是代国的唯一一个年号。

## 纪年
| 建国 | 元年     | 二年     | 三年     | 四年     | 五年     | 六年     | 七年     | 八年     | 九年     | 十年   |
| ---- | -------- | -------- | -------- | -------- | -------- | -------- | -------- | -------- | -------- | ------ |
| 公元 | 338年    | 339年    | 340年    | 341年    | 342年    | 343年    | 344年    | 345年    | 346年    | 347年  |
| 干支 | 戊戌     | 己亥     | 庚子     | 辛丑     | 壬寅     | 癸卯     | 甲辰     | 乙巳     | 丙午     | 丁未   |
| 建国 | 十一年   | 十二年   | 十三年   | 十四年   | 十五年   | 十六年   | 十七年   | 十八年   | 十九年   | 二十年 |
| 公元 | 348年    | 349年    | 350年    | 351年    | 352年    | 353年    | 354年    | 355年    | 356年    | 357年  |
| 干支 | 戊申     | 己酉     | 庚戌     | 辛亥     | 壬子     | 癸丑     | 甲寅     | 乙卯     | 丙辰     | 丁巳   |
| 建国 | 二十一年 | 二十二年 | 二十三年 | 二十四年 | 二十五年 | 二十六年 | 二十七年 | 二十八年 | 二十九年 | 三十年 |
| 公元 | 358年    | 359年    | 360年    | 361年    | 362年    | 363年    | 364年    | 365年    | 366年    | 367年  |
| 干支 | 戊午     | 己未     | 庚申     | 辛酉     | 壬戌     | 癸亥     | 甲子     | 乙丑     | 丙寅     | 丁卯   |
| 建国 | 三十一年 | 三十二年 | 三十三年 | 三十四年 | 三十五年 | 三十六年 | 三十七年 | 三十八年 | 三十九年 |        |
| 公元 | 368年    | 369年    | 370年    | 371年    | 372年    | 373年    | 374年    | 375年    | 376年    |        |
| 干支 | 戊辰     | 己巳     | 庚午     | 辛未     | 壬申     | 癸酉     | 甲戌     | 乙亥     | 丙子     |        |

## 参看
- 中国年号索引
- 同期存在的其他政权年号
  - 汉兴（338年四月-343年）：成汉政权李寿年号
  - 太和（344年-346年九月）：成汉政权李势年号
  - 嘉宁（346年十月-347年三月）：成汉政权李势年号
  - 建武（335年正月-348年十二月）：后赵政权石虎年号
  - 太宁（349年）：后赵政权石虎年号
  - 青龙（350年正月-闰二月）：后赵政权石鉴年号
  - 永宁（350年三月-351年四月）：后赵政权石袛年号
  - 建兴：前凉政权年号
  - 升平：前凉年号
  - 永兴（350年闰二月-352年四月）：冉魏政权冉闵年号
  - 元玺（352年十一月-357年正月）：前燕政权慕容儁年号
  - 光寿（357年二月-359年）：前燕政权慕容儁年号
  - 建熙（360年-370年十一月）：前燕政权慕容暐年号
  - 建昌（352年正月-五月）：张琚自立年号
  - 皇始（351年-355年五月）：前秦政权苻健年号
  - 寿光（355年六月-357年五月）：前秦政权苻生年号
  - 永兴（357年六月-359年五月）：前秦政权苻坚年号
  - 甘露（359年六月-364年）：前秦政权苻坚年号
  - 建元（365年-385年七月）：前秦政权苻坚年号
  - 黑龙（374年六月-九月）：张育自立年号
  - 咸康（335年-342年）：东晋成帝的年号
  - 建元（343年-344年）：东晋康帝的年号
  - 永和（345年-356年）：东晋穆帝的年号
  - 升平（357年-361年）：东晋穆帝的年号
  - 隆和（362年-363年二月）：东晋哀帝司馬丕年号
  - 兴宁（363年二月-365年）：東晉哀帝司馬丕年号
  - 太和（366年-371年十一月）：東晉廢帝司馬奕的年号
  - 咸安（371年十一月-372年）：東晉简文帝司馬昱的年号
  - 宁康（373年-375年）：東晉孝武帝司马曜的年号
  - 太元（376年-396年）：東晉孝武帝司马曜的年号